# James Lawton Collins
Pour les articles homonymes, voir Collins.
Ne doit pas être confondu avec James Lawton Collins Jr..
James Lawton Collins est un militaire américain. Major général dans l'armée américaine, il est né le 10 décembre 1882 dans le quartier d'Algiers (en) à La Nouvelle-Orléans et mort le 30 juin 1963 à Washington.
Il participe aux Première et Seconde guerres mondiales.
Il est le père du militaire et de l'astronaute d'Apollo 11 Michael Collins et du militaire James Lawton Collins Jr.. Son frère, le général Joseph Lawton Collins, est chef de l'état-major de l'armée de terre américaine de 1949 à 1953, au cours de la guerre de Corée.
Il est inhumé au cimetière national d'Arlington.